# Schizura unicornis
Schizura unicornis är en fjärilsart som beskrevs av John Abbot och Smith 1797. Schizura unicornis ingår i släktet Schizura och familjen tandspinnare. Inga underarter finns listade.

## Bildgalleri

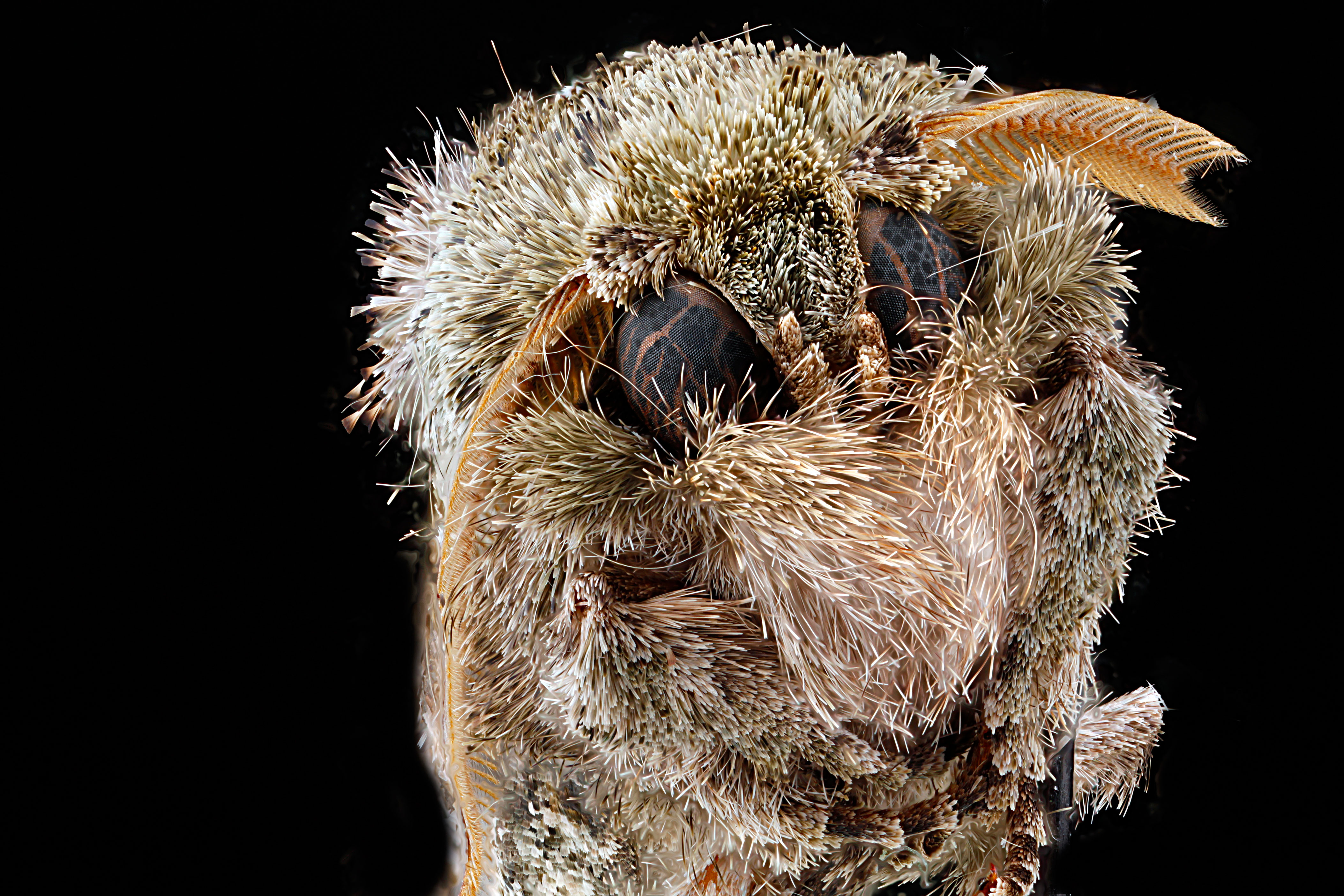
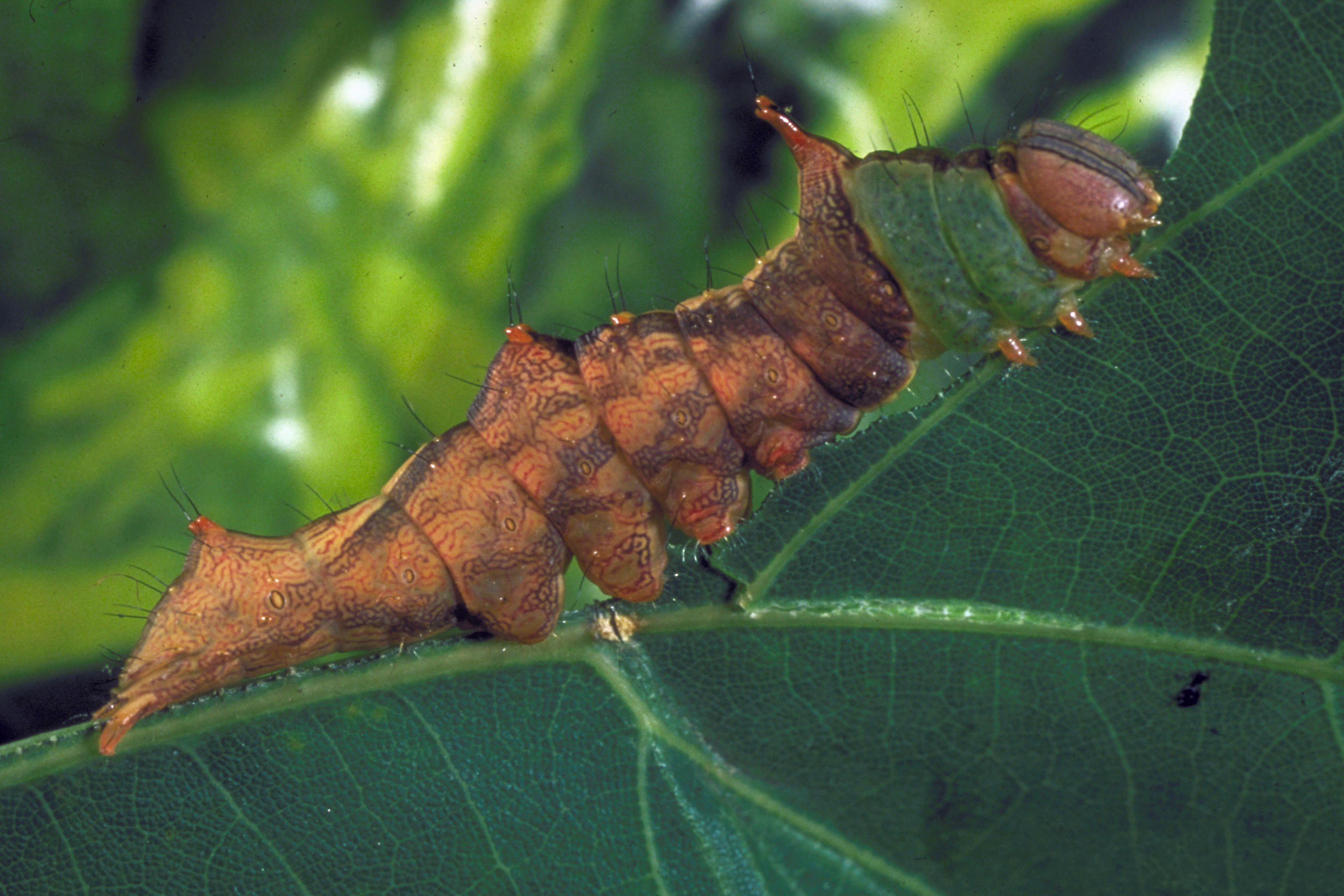
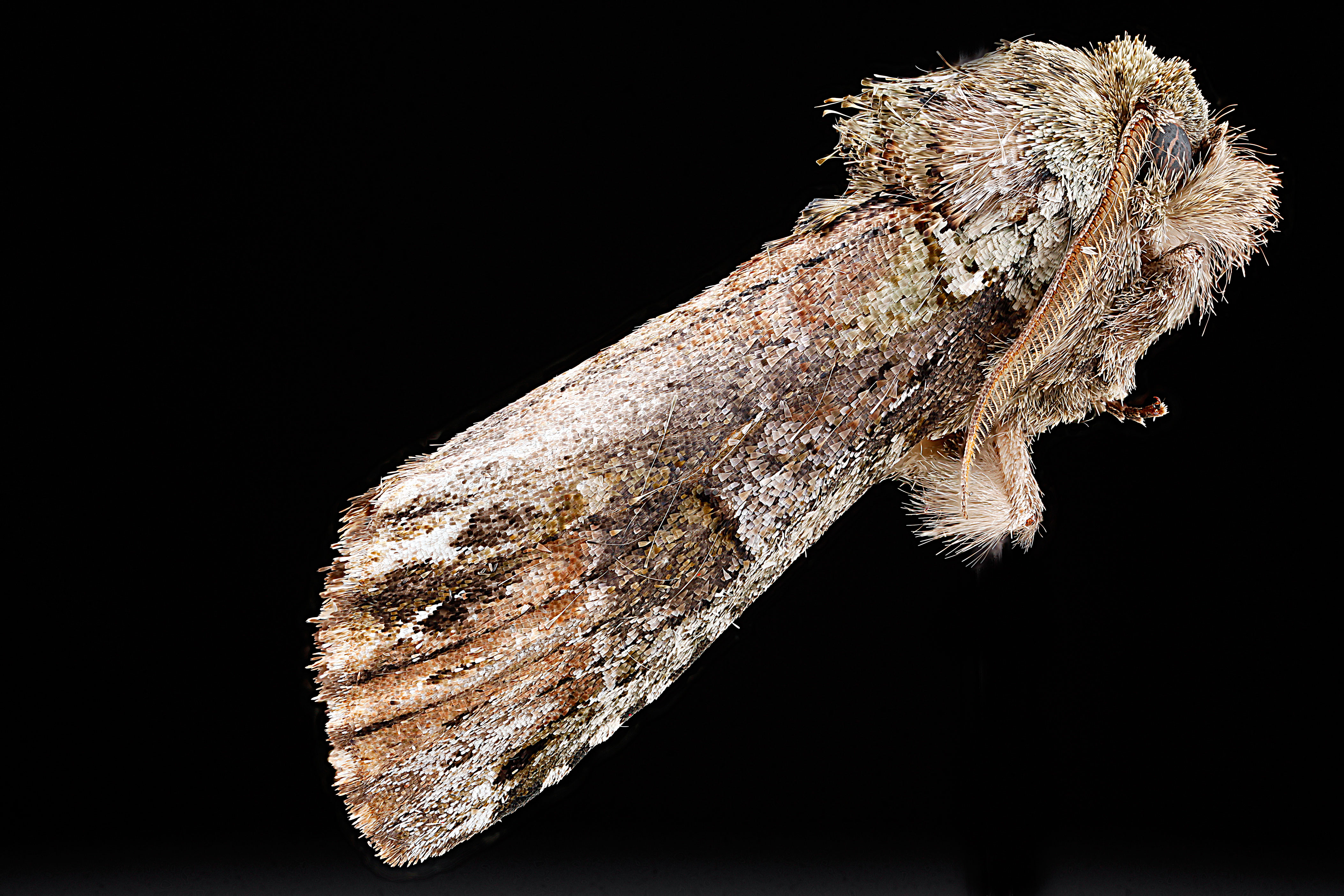